# Ornitologins tidslinje

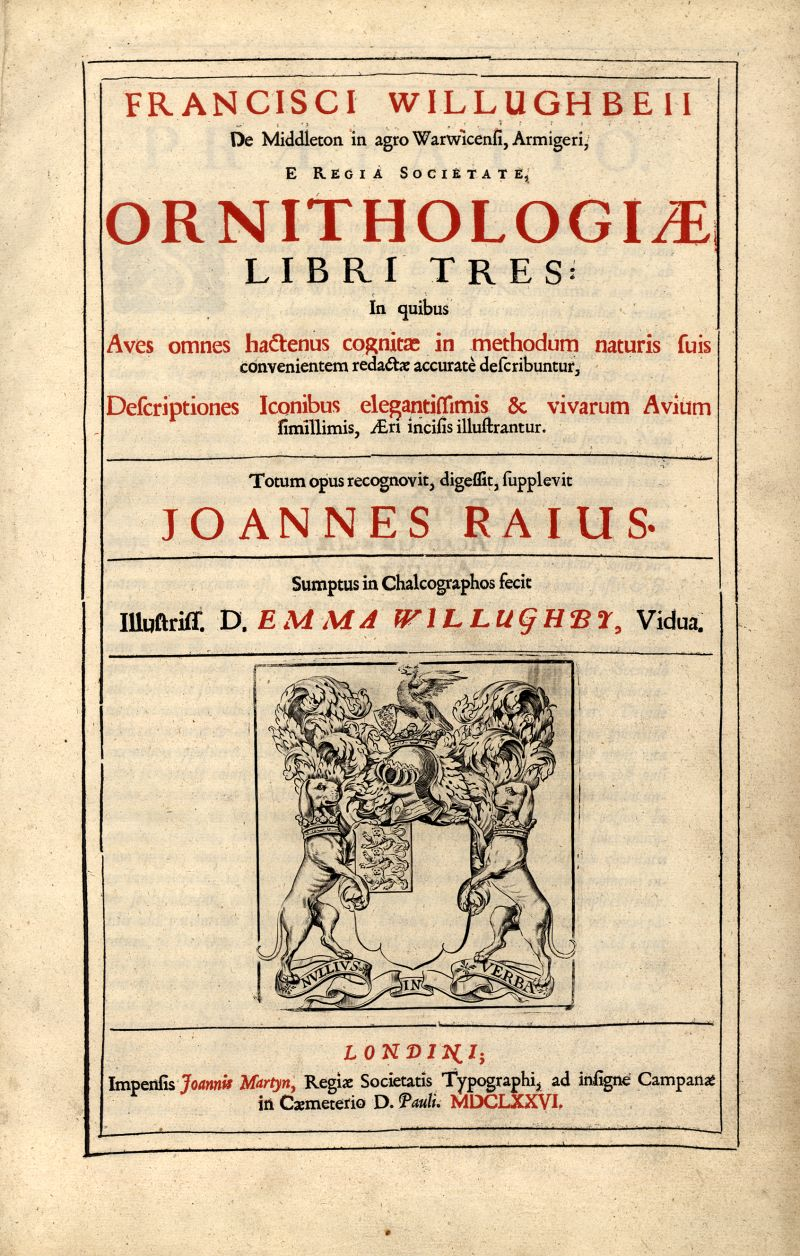
Francis Willughbys Ornithologia.
Detta verk från 1676, anses vara början på den vetenskapliga ornitologin i Europa, och revolutionerade ornitologin genom att organisera arter efter deras fysiska egenskaper.

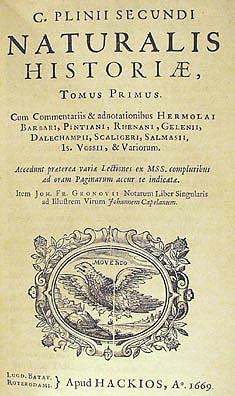
Naturalis Historia i en utgåva från 1669.

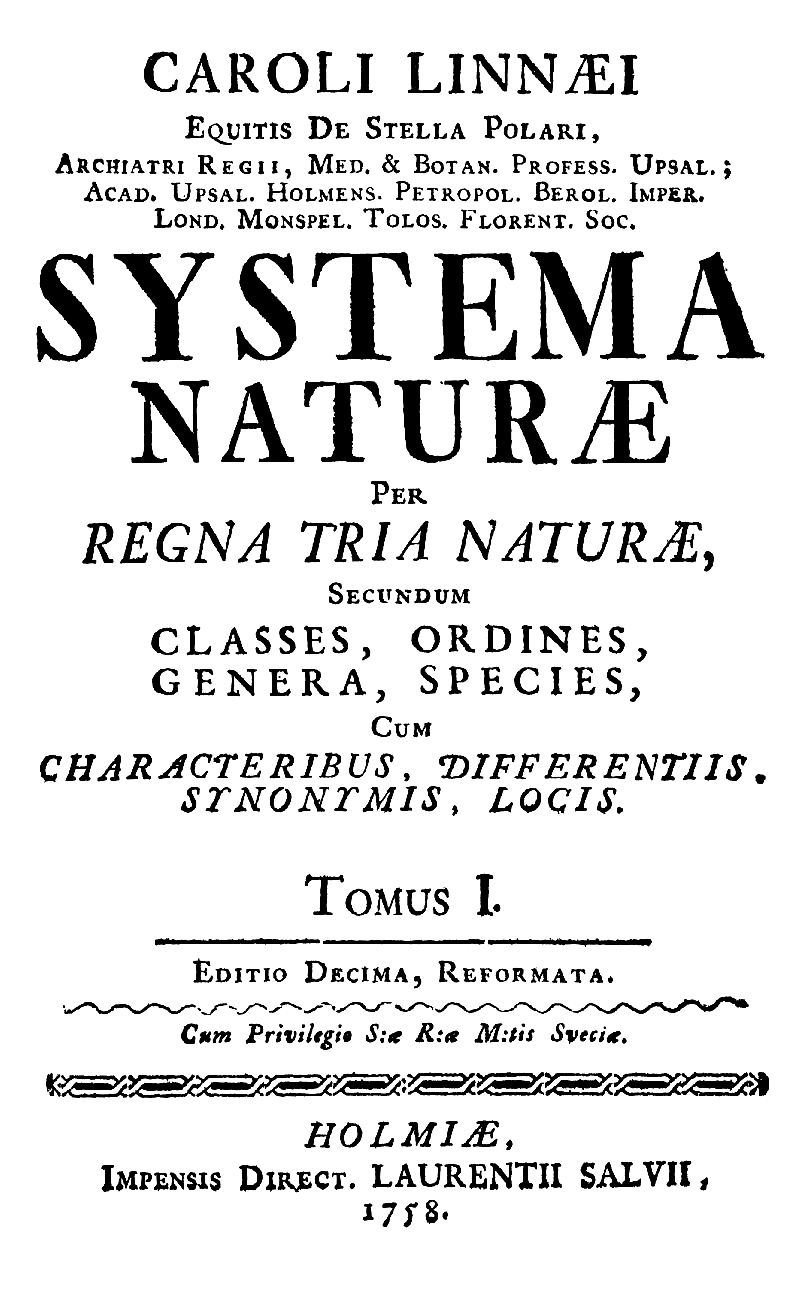
Titelblad för tionde utgåvan av Systema Naturæ från 1758.

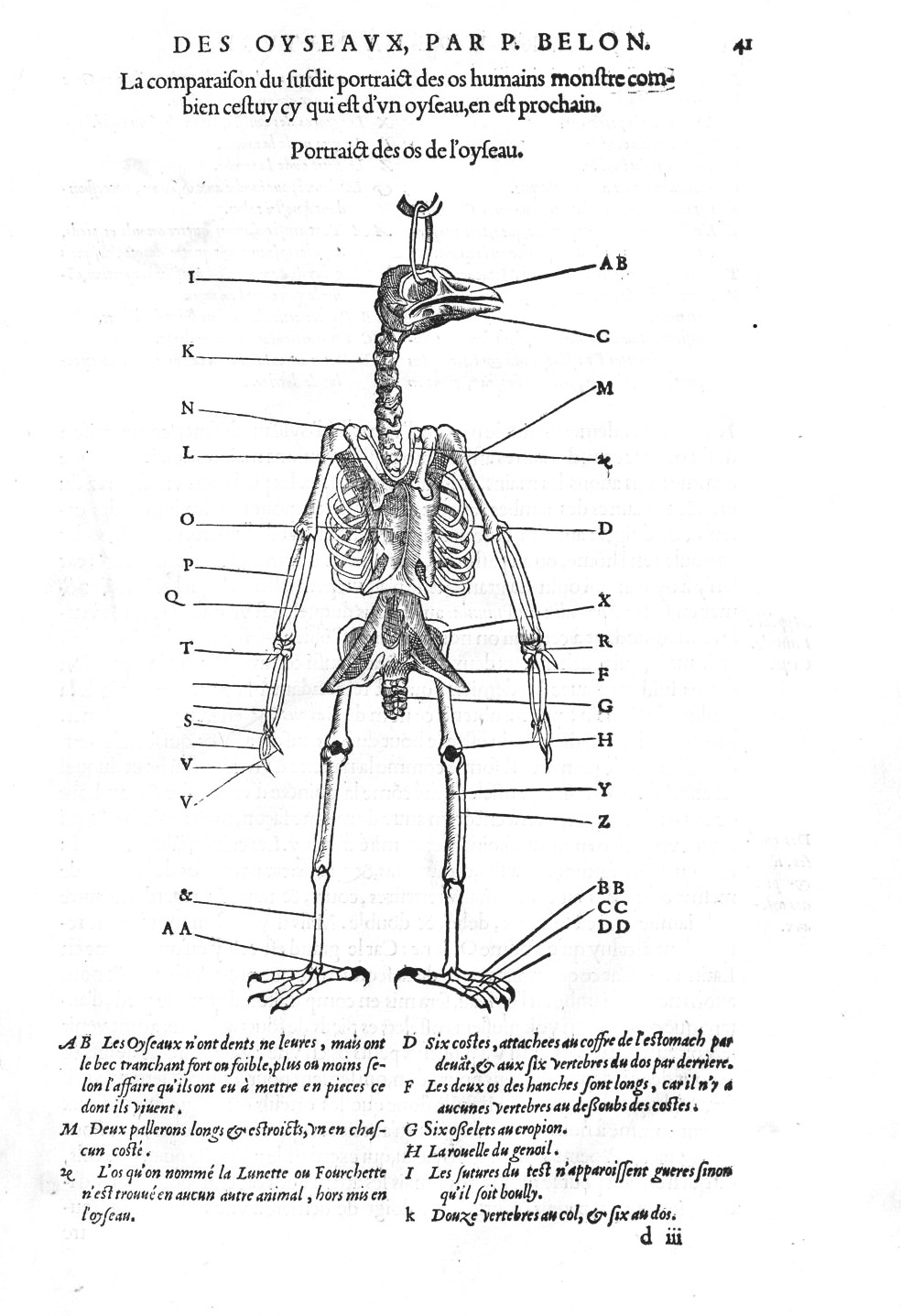
Fågelskelettet av Pierre Belon i Histoire de la nature des Oyseaux 1555.

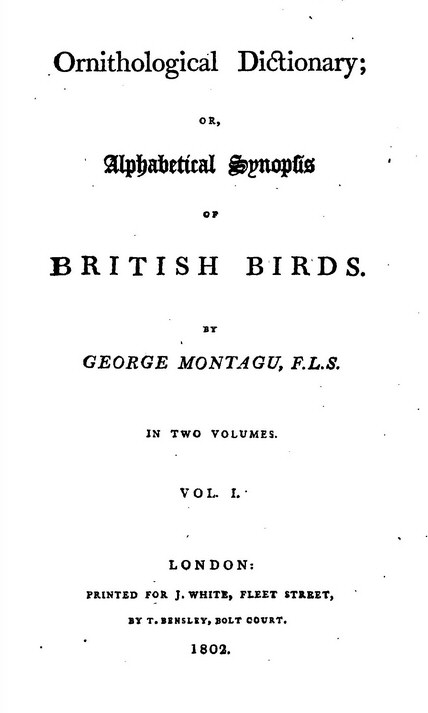
Ornithological Dictionary av George Montagu 1802.

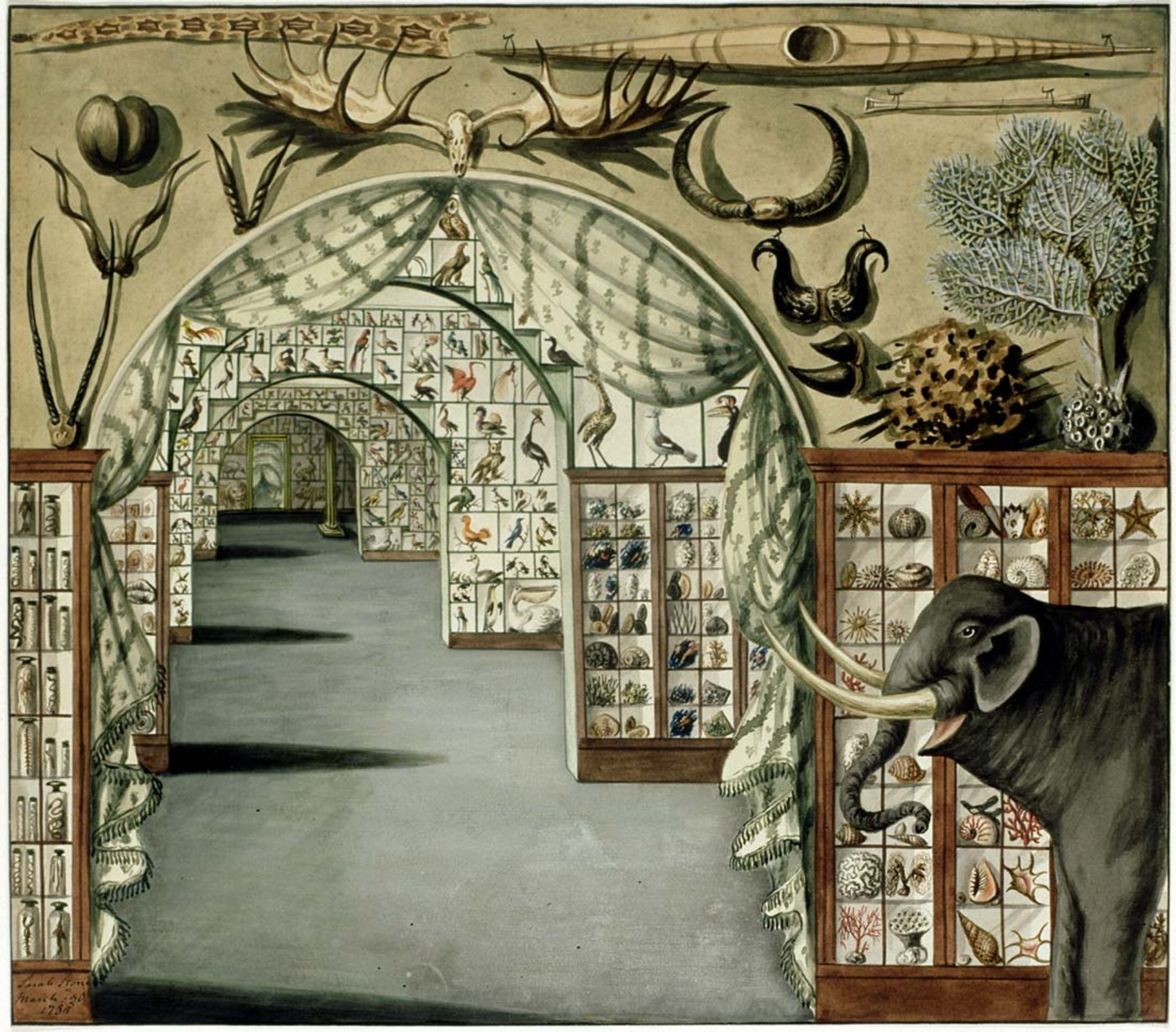
Ashton Levers museeum Holopsicon 1785.

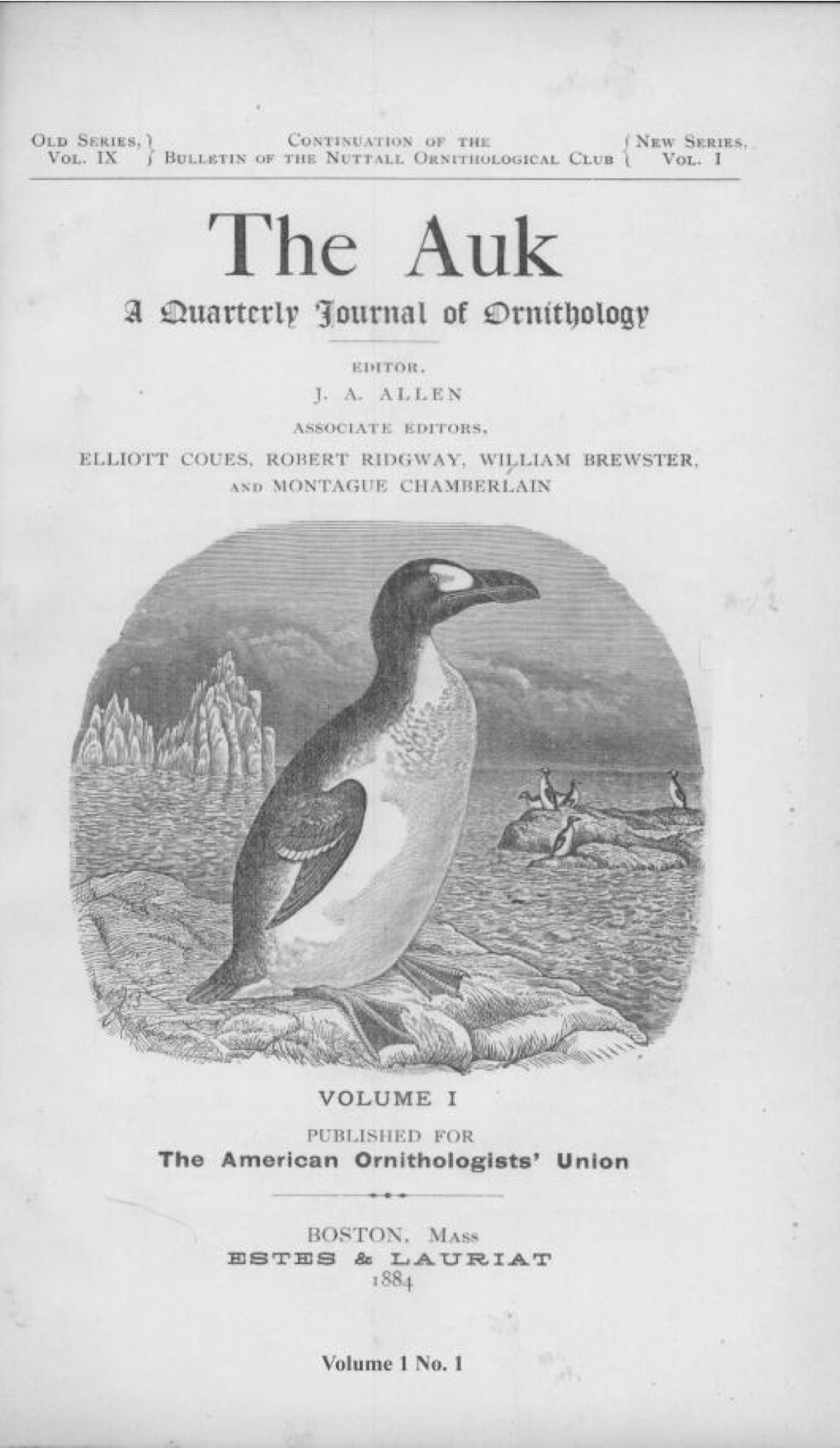
Första numret av The Auk 1884.

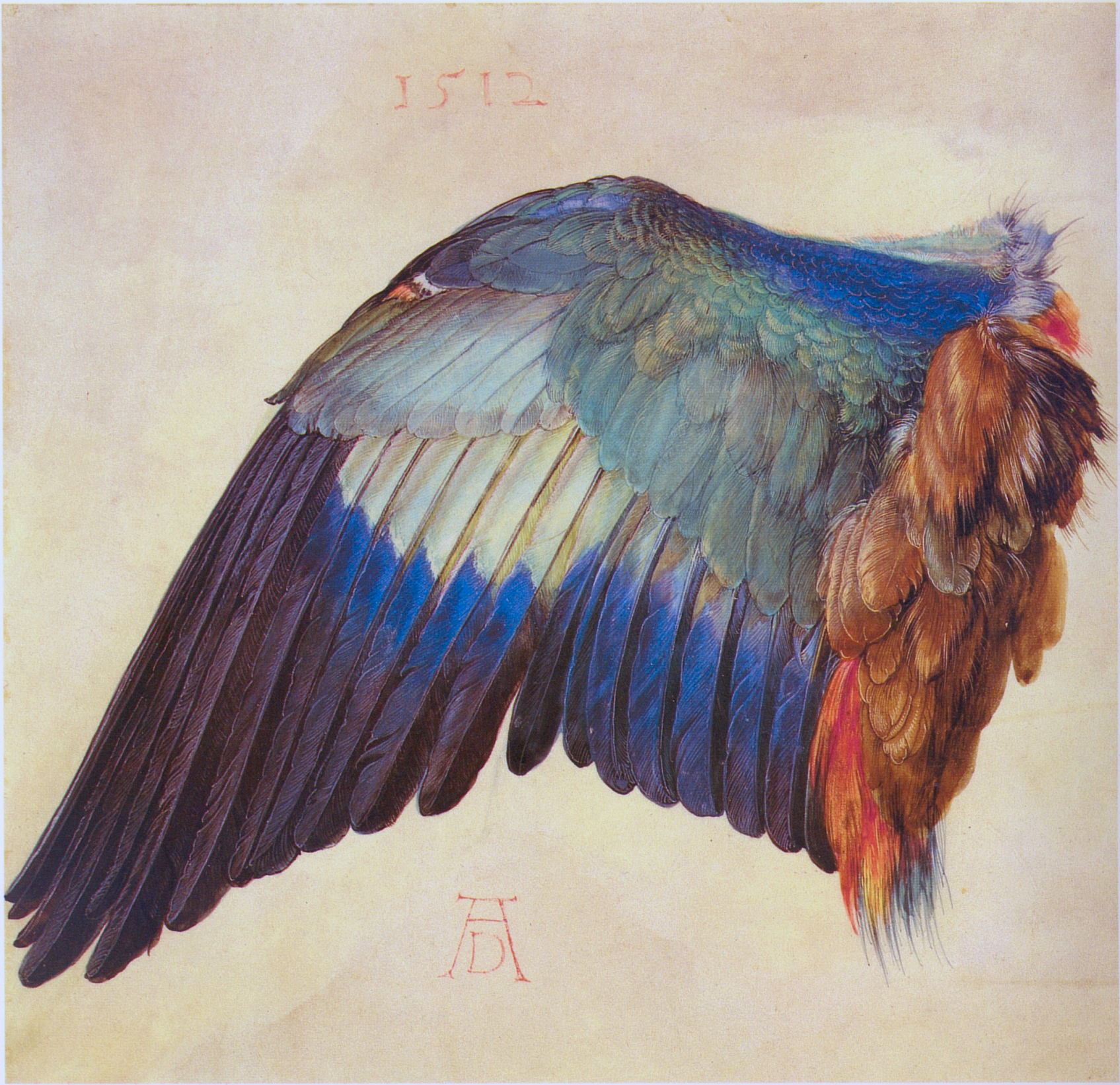
Albrecht Dürers detaljmålning från 1512, av en blåkråkas vinge.

Ornitologins tidslinje

## 1500-1600
- 1500–800 f.Kr. – Veda nämner häckningsparasitism hos asiatisk koel. [1]
- 300-talet f.Kr. – Aristoteles nämner över 170 sorters fåglar i sitt arbete med djur. Han listar åtta huvudgrupper.
- 3:e århundradet f.Kr. – Erya, ett kinesiskt uppslagsverk som omfattar texter om tättingar.
- 1:a århundradet e.Kr. – Plinius den äldres Historia Naturalis är ägnad åt fåglar. Tre grupper baserade på fötternas egenskaper.
- 2:a århundradet e.Kr. – Aelian nämner ett antal fåglar i sitt arbete med djur. Fåglarna är listade i alfabetisk ordning.
- 1037 – Abu 'Ali al-Husayn ibn Abd Allah ibn Sinas  (känd som Avicenna på latin) författar Abbreviatio de animalibus, en hyllning till Aristoteles.
- cirka 1100 Hugh of Fouilloy författar De avibus, en moralisk avhandling om fåglar som senare inkorporerades i många versioner av det populära medeltida Bestiariet.
- 1220 – Böcker om fåglar och andra djur av Aristoteles och Avicenna översatta till latin för första gången av Michael Scot.
- 1250 – Dör Frederick II von Hohenstaufen, författare till De arte venandi cum avibus, som beskriver de första manipulativa experimenten inom ornitologi och metoderna för falkjakt.
- 1478 – De Avibus av Albertus Magnus är tryckt, som nämner många fågelnamn för första gången.
- 1485 – Första daterade kopian av Ortus sanitatis av Johannes de Cuba.
- 1544 – William Turner skriver en kommentar till fåglarna som nämnts av Aristoteles och Plinius.
- 1555 – Conrad Gessners Historic Animalium qui est de Auium natura och Pierre Belons (Bellonius) Histoire de la nature des Oyseaux. Belon listar fåglar enligt ett bestämt system.
- 1573 – Volcher Coiter publicerar sin första avhandling om fågelanatomi.
- 1591 – Joris Hoefnagel börjar arbeta för Rudolf II och producerar åt honom 90 oljebaserade målningar, varav en är av dodo.
- 1596 – Compendium of Chinese Materia Medica av Li Shizhen inkluderar totalt 77 fågelarter.
- 1599 – Början av publiceringen av Ulisse Aldrovandis verk om fåglar.
- 1603 – Caspar Schwenckfeld publicerar Therio-tropheum Silesiae.
- 1605 – Clusius publicerar Exoticorum libri decem ("Tio exotiska böcker") där han beskriver många nya exotiska arter.
- 1609 – Den illustrerade Sancai Tuhui, ett kinesiskt uppslagsverk av Wang Qi & Wang Siyi, listar totalt 113 fågelarter.
- 1638 – Georg Marcgraf börjar en resa till Brasilien där han studerar fauna och flora.
- 1652 – Vetenskapsakademien Leopoldina grundad i Heliga romerska riket. Det är det äldsta kontinuerligt existerande lärda samhället i världen.
- 1655 – Ole Worm samlar ett berömt kunskapskabinett vars illustrerade inventarier visas 1655, Museum Wormianum.
- 1657 – Publicering av Historiae naturalis de avibus av John Jonston.
- 1667 – Christopher Merrett publicerar Storbritanniens första fauna, följt två år senare med ett verk av Walter Charleton.
- 1676 – Publicering av Francis Willughbys Ornithologia, som anses vara början på den vetenskapliga ornitologin i Europa, och som revolutionerade ornitologin genom att organisera arter efter deras fysiska egenskaper.

- 1681 – Den sista dodon dör på ön Mauritius.

## 1700
- 1702 – Ferdinand Johann Adam von Pernau publicerar en populär banbrytande essä om fåglars beteende.
- 1710 – Osservatorio Ornitologico di Arosio etableras.
- 1715 – Levinus Vincent publicerar Wondertooneel der Nature Wonder Theatre of Nature.
- 1716 – Peter den store köper den naturhistoriska samlingen av Albertus Seba.
- 1724–1726 – François Valentijn och George Eberhard Rumpf skriver de första berättelserna om Paradisfåglar i Oud en Nieuw Oost-Indiën (" Gamla och Nya Ostindien").
- 1731–1738 Eleazar Albin publicerar A Natural History of Birds.
- 1731–1743 – Mark Catesby publicerar  Natural History of Carolina, som innehåller färgplanscher av fåglarna i Florida och Bahamas.
- 1733 – Kamtjatkaexpeditionen lämnar Sankt Petersburg.
- 1735 – Carl von Linné publicerar sin Systema Naturae. Klassificeringen av fåglar.
- 1737 – Giuseppe Zinanni skriver den första boken helt ägnad åt fåglarnas ägg och bon, Dell Uova Nidi e dei degli Uccelli publicerad i Venedig.
- 1741 – Georg Steller studerar fåglarna i norra Stilla havet på sin resa med Vitus Bering.
- 1742–1743 – Johann Heinrich Zorn publicerar Petino-Theologie.
- 1743 – George Edwards börjar publicera sina fågelplanscher.
- 1744 – Louisa Ulrika av Preussen blir drottning av Sverige. Hon är beskyddare av Linné.
- 1754 – Jean-Louis Alléon-Dulac publicerar Mélange d'histoire naturelle.
- 1756 – Wilhelm Heinrich Kramer publicerar i Elenchus Vegetabilium et Animalium per Austriam inferiorem Observatorum.
- 1756 – Louis Daniel Arnault de Nobleville publicerar Histoire naturelle des animaux.
- 1757 – Michel Adanson publicerar Histoire naturelle du Senegal.
- 1758 – Carl Linnaeus publicerar den första volymen av Aves, i den 10:e upplagan av Systema Naturae, den första tillämpningen av binomial nomenklatur till fåglar.
- 1759–1771 – Peter Ascanius publicerar Icones rerum naturalium.
- 1760 – Mathurin Jacques Brissons publicerar Ornithologie som förbättrar Linnés klassificering.
- 1765 – Edme-Louis Daubenton anlitas av Georges-Louis Leclerc, Comte de Buffon för att övervaka illustrationen av hans Histoire naturelle.
- 1766–1769 - Philibert Commerçon följer med Louis Antoine de Bougainville på en världsomsegling.
- 1768–1780 – James Cook resor till Stilla havet och Australien, där fåglar som är nya för vetenskapen samlas in av Joseph Banks och Johann Reinhold Forster.
- 1768  - Ivan Lepjochin utforskar regionen Volga.
- 1770–1783 – Buffons publicerar Histoire Naturelle des Oiseaux, det första verket som tar hänsyn till fåglarnas geografiska spridning.
- 1770 – Cornelius Nozeman börjar arbetet med Nederlandsche Vogelen.
- 1774 – Jacob Christian Schäffer delar in fåglarna i två familjer, Palmipedes, (simfötter) och den mycket större familjen Nudipedes (klofötter) i Elementa Ornithologica' '.
- 1775 – Ashton Lever börjar ställa ut sin fågelsamling på ett offentligt museum som heter Holopsicon.
- 1776 – Francesco Cetti publicerar Uccelli di Sardegna.
- 1776 – Saverio Manetti publicerar Storia naturale degli uccelli.
- 1776 – Philipp Ludwig Statius Müller publicerar Des Ritters Carl von Linné Königlich Schwedischen Leibarztes.
- 1776 – Peter Brown publicerar Nya illustrationer av zoologi.
- 1778 – Juan Ignacio Molina publicerar Saggio sulla storia naturale del Chile som inkluderar de första beskrivningarna av många sydamerikanska arter.
- 1778–1785 Félix Vicq-d'Azyr börjar Mémoires pour servir à l'anatomie des oiseaux .
- 1779–1780 Johann Friedrich Blumenbach publicerar Handbuch der Naturgeschichte i 12 upplagor och några översättningar.
- 1780 - Lazzaro Spallanzani publicerar Dissertationi di fisica animale e vegetale Det inkluderar även fakta om fåglars fysik.
- 1782 – Pierre Joseph Buchoz publicerar Les dons merveilleux et diversment coloriés de la nature dans le règne animal, ou collection d'animaux précieusement coloriés.
- 1782 – Charles Joseph Panckoucke börjar en förlagssatsning på Encyclopédie Méthodique.
- 1782 – Johann Friedrich Blumenbach publicerar Handbuch der Naturgeschichte.
- 1784 – Teylers Museum grundas.
- 1784 – Joseph Franz von Jacquin publicerar Beyträge zur Geschichte der Vögel
- 1785 - Ashton Lever börjar ställa ut sin fågelsamling på ett offentligt museum i London som kallat Holopsicon.
- 1785 – John Latham avslutar sin Synopsis of Birds, som beskriver många fåglar i Australien och Stilla havet. Thomas Pennant publicerar Arctic Zoology.
- 1786–1789 – Anders Erikson Sparrman publicerar Catalogue of the Museum Carlsonianum. 1806 publicerade han Sveriges ornitologi.
- 1787 – Carl Peter Thunberg publicerar Museum naturalium Academiæ Upsaliensis.
- 1786–1789 – Giovanni Antonio Scopoli beskriver fåglar som Pierre Sonnerat samlat in på sina resor.
- 1788 – Johann Friedrich Gmelin påbörjar arbetet med den 13:e upplagan av Systema Naturae som inkluderar klassificeringen av många fåglar för första gången, särskilt de som beskrevs av Latham.
- 1789 – Publicering av Gilbert Whites Natural History and Antiquities of Selborne.
- 1789–1813 – George Shaw publicerar Naturforskarens handbok.
- 1790–1791 – Pierre Joseph Bonnaterre publicerar Tableau encyclopédique et méthodique des trois règnes de la nature, Ornithologie.
- 1793 - Friedrich Albrecht Anton Meyer publicerar Systematisch-summarische Uebersicht der neuesten zoologischen Entdeckungen in Neuholland und Afrika.
- 1794 - James Bolton publicerar Harmonia ruralis, en uppsats brittiska sångfåglar.
- 1797 – François Le Vaillant börjar publicera sin Oiseaux d'Afrique Detta verk översattes till flera språk och etablerade hans berömmelse som fågelkonstnär.
- 1797–1804 – Thomas Bewick publicerar A History of British Birds.
- 1799 – Alexander von Humboldt resor till Sydamerika där han hittar oljefågeln.

## 1800
- 1800–1804 – "Le Geographe" och "Le Naturaliste" , Baudin-expeditionen till Australien och Stilla havet under ledning av Nicolas Baudin.
- 1800–1817 – Johann Conrad Susemihl publicerar en 22-delad undersökning av Tysklands fåglar.
- 1801 – Alexander Wilson börjar sin studie av nordamerikanska fåglar, vilket resulterar i hans American Ornithology.
- 1802 – George Montagu (ornitolog) publicerar Ornithological Dictionary.
- 1802 – Louis Dufresne populariserar användningen av arseniktvål för att bevara fåglar, en teknik som gjorde det möjligt för Muséum d'histoire naturelle i Paris att bygga världens största samling fåglar.
- 1804– 1806 – Lewis och Clark Expedition. Detta var den första landexpeditionen som USA genomförde till Stillahavskusten.[2]
- 1805 – Johann Fischer von Waldheim grundade Imperial Society of Naturalists of Moscow.
- 1806 – André Marie Constant Duméril publicerar Zoologie analytique, och minskar antalet fågelordningar till sex.
- 1811 – Marie Jules Cesar Lelorgne de Savigny publicerar Système des oiseaux de l'Égypte et de la Syrie
- 1811 – Johann Karl Wilhelm Illiger publicerar Prodromus systematis mammalium et avium.
- 1812–13 – Johann Philipp Achilles Leisler beskriver nya fåglar i Naturgeschichte Deutschlands.
- 1812 – Academy of Natural Sciences of Philadelphia grundas.
- 1815 – Coenraad Jacob Temminck publicerar sin Manuel d'ornithologie, standardverket om europeiska fåglar under många år.
- 1817–1820 – Johann Baptist von Spix och Carl Friedrich Philipp von Martius gör en expedition till Brasilien. De samlar in 350 fågelarter som är bevarade i Zoologische Staatssammlung München.
- 1820 – Heinrich Kuhl reser till Java med Johan Coenraad van Hasselt. De skickar 2000 fågelskinn till Rijksmuseum van Natuurlijke Historie som grundades 1820.
- 1820–1844 – Johann Friedrich Naumann publicerar Naturgeschichte der Vögel Deutschlands.
- 1826–1829 – Heinrich von Kittlitz samlar in 754 exemplar av 314 fågelarter.
- 1827–1838 – Publicering av John James Audubons Birds of America.
- 1828–1838 – Magnus von Wright publicerar Svenska Foglar
- 1831–1836 – Charles Darwin reser till Sydamerika och Galapagosöarna ombord på HMS Beagle. Hans studie av Galapagosfinkar ger honom idéer om det naturliga urvalet.
- 1832 – Edward Lear publicerar Illustrationer av familjen papegojor.
- 1832 – Johann Georg Wagler publicerar Monographia Psittacorum.
- 1837 – Eugen Ferdinand von Homeyer publicerar en studie av fåglarna i Pommern Systematische Übersicht der Vögel Pommerns.
- 1837 – William MacGillivray börjar sin A History of British Birds, indigenous and migratory, 5 volymer färdig 1852.
- 1838 – John Gould reser till Australien med sin fru Elizabeth för att studera fåglarna.
- 1840 – John Gould publicerar den första delen av The Birds of Australia.
- 1840 – Luigi Benoit publicerar Ornitologia Siciliana.
- 1843 – William Yarrell publicerar History of British Birds.
- 1846 – Thomas Bellerby Wilson köper en fågelsamlingen av François Victor Masséna.
- 1850 – Deutsche Ornithologen-Gesellschaft grundas.
- 1853– 1856 – John Cassin Illustrationer av fåglarna i Kalifornien, Texas, Oregon, Brittiska och ryska Amerika.
- 1855 – Alexander von Middendorff skriver Die Isepiptesen Russlands, en redogörelse för migrering i Ryssland.
- 1855 – Wagner Free Institute of Science grundas.
- 1858 – Alfred Newton bildar British Ornithologists' Union
- 1859 – Hermann Schlegel skickar Heinrich Agathon Bernstein för att samla in fåglar i Nya Guinea.
- 1861 – Fossil av Archaeopteryx i Tyskland stödjer kopplingen mellan dinosaurier och fåglar.
- 1861 – Museum Godeffroy grundas i Hamburg.
- 1866 – August Emil Holmgren publicerar Skandinaviens foglar.
- 1868 – Association for the Protection of Sea-Birds bildades i England.
- 1868 – Bernard Altum publicerar Der Vogel und sein Leben (Fåglar och deras liv).
- 1869 – Sea Birds Preservation Act 1869 är den första lagen som antogs i Storbritannien för att skydda sjöfåglar.
- 1870 – Naturalists' Guide av Charles Johnson Maynard publiceras med illustrationer av Edwin Lord Weeks.
- 1871 – Henry Eeles Dresser publicerar A History of the Birds of Europe.
- 1872 – Leonardo Fea blir assistent vid Museo Civico di Storia Naturale di Genova.
- 1872 – Julius von Haast beskriver Harpagornis moorei, den utdöda fågeln som senare kallas Haasts örn.
- 1872–1877 – Christoph Gottfried Andreas Giebel publicerar Thesaurus ornithologiae.
- 1873 – Ornitologia Italiana publiceras av Paolo Savi.
- 1873 – Biofysikern Hermann von Helmholtz utvecklar en matematisk lag för fågelflygkt.
- 1874 – Richard Bowdler Sharpe publicerar den första av en serie fågelkataloger.
- 1877 – Émile Oustalet och Armand David publicerar Les Oiseaux de la Chine.
- 1879 – Tommaso Salvadori publicerar Ornitologia della Papuasia e delle Molucche.
- 1881 – Kono Bairei publicerar Album of One Hundred Birds.
- 1883 - Grundades American Ornithologists Union av Elliott Coues, Joel Asaph Allen och William Brewster, och publicerar sedan 1884 kvartalstidskriften, The Auk.
- 1883 – Grundandet av Bombay Natural History Society.
- 1884 – Första internationella ornitologiska kongressen hålls i Wien, med Gustav Radde som president.
- 1887 – Edgar Leopold Layard publicerar Sydafrikas fåglar.
- 1888 – Max Fürbringer använder en matematisk analys för att skapa ett klassificeringssystem för fåglar som påverkar fågeltaxonomien under hela 1900-talet.
- 1889 – Grundandet av Royal Society for the Protection of Birds för att kampanja mot fjäderdräktshandeln.
- 1889 – Ludwig Koch gör den första ljudinspelningen av fågelsång, av en fången vitgumpad shama.
- 1889 – Flygpionjären Otto Lilienthal publicerar Birdflight as the Basic of Aviation.
- 1889 – Eugene William Oates och William Thomas Blanford publicerar The Fauna of British India, Inclusive Ceylon and Burma.
- 1889 – Imperial Natural History Museum öppnar i Wien.
- 1889 – Charles B. Cory publicerar Västindiens fåglar.
- 1890 – Giovanni Batista Grassi och Raimondo Feletti upptäcker fågelmalaria.
- 1892 – Walter Rothschild öppnar ett privat museum i Tring.
- 1894 – Ignazio Porro uppfinner porroprismat, efter Ernst Abbes optiska design och med produktionsteknik av Carl Zeiss saluförs det första fältkikarna.
- 1899 – Hans Christian Cornelius Mortensen är den första ornitologen som genomfört en systematisk och storskalig ringmärkning. Han använder numrerade aluminiumringar för att märka 165 starar fångade i holkar.

## 1900
- 1900 – National Audubon Society organiserar den första Christmas Bird Count.
- 1901 – Johannes Thienemann upprättar Rossittens fågelstation, världens första fågelstation.
- 1901 – Royal Australasian Ornithologists Union etableras.
- 1902 – Wild Birds Protection Act 1902 skapas.
- 1905 – Grundandet av National Audubon Society.
- 1905 – Philogène Auguste Galilée Wytsman börjar seriepublikationerna Genera Avium.
- 1905 – Joseph Whitaker publicerar The Birds of Tunisia.
- 1905–1906 – Yngve Sjöstedt publicerar Wissenschaftliche Ergebnisse der Schwedischen Zoologischen.
- 1907 – Månadstidskriften British Birds börjar publiceras.
- 1909 - Naturskyddsföreningen grundas.
- 1909 – Första organiserade ringmärkningen i Storbritannien.
- 1909 – Heligoland Bird Observatory bildas av Hugo Weigold. Fåglar samlas in i specialdesignade trådnätsfällor, fortfarande kända idag som Helgolandsfälla.
- 1909 – Första kända kartläggningen av fåglar, genomfördes i Kent, England.
- 1909 -  Ornitologerna James Chapin och Herbert Lang påbörjar en sexårig biologisk undersökning i Belgiska Kongo.
- 1910–1911 – Sandy Wollaston leder British Ornithological Union Expedition till Nya Guinea.
- 1910 – Museum Oologicum R. Kreuger byggs av Ragnar Kreuger.
- 1910–1913 – Edward Adrian Wilson, zoolog på Terra Nova Expeditionen dog med resten av sällskapet, men 1987 redigerades Edward Wilsons Birds of the Antarctic av Brian Roberts och publicerades postumt.
- 1912 – En ladusvala ringmärkt av James Masefield i England, återfanns i Natal, Sydafrika.
- 1914 – Den sista vandringsduvan dör i Cincinnati Zoo.
- 1914 – Emilie Snethlage publicerar Catálogo das Aves Amazônicas.
- 1915 – Cornell Lab of Ornithology grundas.
- 1916 – Marion Ellis Rowan målar fåglar på den första av många resor till Nya Guinea.
- 1918–1949 – Carl Eduard Hellmayr, gör slut på kaoset av systematisk och nomenklatur förvirring, som skapats av tidigare ornitologer, med utgivningen av Catalogue of Birds of the Americas.
- 1921–1932 Whitney South Sea Expedition besöker öar i södra Stillahavsområdet och samlar in över 40 000 fåglar. Expeditionen bekräftar också utrotningen av Guadalupe caracara.
- 1922 – Stiftelsen av International Council for Bird Preservation (nu BirdLife International) bildas.
- 1922 – Publicering av John Charles Phillips A Natural History of the Ducks.
- 1922 - BirdLife International, ett globalt samarbetsorgan grundas.
- 1925 – Perrine Millais Moncrieff publicerar en fältguide Nya Zeelands Fåglar och hur man identifierar dem.
- 1928 – Ernst Mayr leder den första av tre expeditioner till Nya Guinea och Salomonöarna.
- 1928 - Theodor Pleske beskriver Larus argentatus omissus för första gången.
- 1929 – Conte Arrigoni degli Oddi publicerar Ornitologia Italiana.
- 1929 – Friedrich von Lucanus publicerar Zugvögel und Vogelzug.
- 1930 – Alexander Wetmore publicerar sin Systematic Classification.
- 1931 – Ernst Schüz och Hugo Weigold publicerar Atlas des Vogelzuges, den första atlasen över fågelsträck.
- 1932 – Stiftelsen av British Trust for Ornithology gör studier av fåglar i Storbritannien.
- 1932 – Yoshimaro Yamashina grundar Yamashina Institute for Ornithology i sitt hem i Shibuya, Tokyo. Hans forskning fokuserade på användningen av fåglars kromosomer för att urskilja arter.
- 1933 – Nagamichi Kuroda publicerar Birds of the Island of Java (2 volymer, 1933–36).
- 1934 – Roger Tory Peterson publicerar sin Guide to the Birds, den första moderna fältguiden.
- 1934–37 – Brian Roberts är ornitolog på John Rymills Graham Land Expedition.
- 1935 – Konrad Lorenz publicerar sin studie av prägling hos unga ankungar och gåsungar.
- 1936 – Robert Cushman Murphy publicerar Oceanic Birds of South America.
- 1937 – Margaret Morse Nice publicerar Studies in the Life History of the Song Sparrow.
- 1937 – Theodosius Dobzhansky publicerar Genetics and the Origin of Species.
- 1938 – Edward Grey Institute of Field Ornithology bildas.
- 1943 – David Lack gör beräkningar av fågeldödlighet med hjälp av rapporter om ringmärkta fåglar.
- 1945 - Sveriges ornitologiska förening (SOF) grundas.
- 1946 – Peter Scott grundar Wildfowl & Wetlands Trust.
- 1948 – IUCN:s rödlista över hotade arter skapas.

## 1950–1999
- 1950 – Raketnät utvecklads av Wildfowl Trust för att fånga gäss.
- 1950 – Willi Hennig publicerar Grundzüge einer Theorie der phylogenetischen Systematik (Grundläggande översikt över en teori om fylogenetisk systematik).
- 1951–1954 – Publiceras Sex volymer av  Sovjetunionens fåglar av GP Dementev och NA Gladkov.
- 1953 – Ornitologen Olivier Messiaen komponerar orkesterverket Réveil des oiseaux—baserat på fågelsång i Jurabergen.
- 1954 – Protection of Birds Act 1954 i Storbritannien förbjuder insamling av fågelägg.
- 1954 – Heinz Sielmann-filmen Zimmerleute des Waldes. [3]
- 1954 – Första upplagan av Avian Physiology publicerad av Paul D. Sturkie. Arbetet avsåg huvudsakligen tamfåglar och särskilt fjäderfän, men senare upplagor av verket, nu med titeln Sturkies Avian Physiology inkluderar studier av vilda fåglar.
- 1954 – Arthur Cain hänvisar till de "cirkulära överlappningarna" av Mayr (1942) som ringarter i "Djurarter och evolution"
- 1954 – Richard Meinertzhagen publicerar Birds of Arabia baserat på verk av George Latimer Bates.
- 1956 – Första användningen av slöjnät (uppfunnet i Japan) i Storbritannien för att fånga fåglar.
- 1957 – Frances och Frederick Hamerstrom publicerar Guide to Prairie Chicken Management.
- 1957 – G. Evelyn Hutchinson utvecklar nischkoncept.
- 1959 – Charles Vaurie publicerar "The Birds of the Palearctic Fauna: a Systematic Reference".
- 1959 – Humphrey–Parkes terminologi för beskrivningen av fjädrar introduceras.
- 1960 – Max Schönwetter dör. Hans monumentala Handbuch der Oologie tas över av Wilhelm Meise.
- 1961 – Naturfotografen Sakae Tamura publicerar Tamagawa no tori, (Birds of River Tama, Tokyo).
- 1961 – Eric Hosking publicerar Bird Photography as a Hobby, som populariserar fågelfotografering.
- 1961 – William Homan Thorpe publicerar Bird-Song, med banbrytande användning av ljudspektrografi i fågelstudier.
- 1962 – Rachel Carson publicerar Tyst vår, som beskriver de ekologiska farorna med bekämpningsmedel.
- 1963 (−1968) David Armitage Bannerman börjar publicera The Birds of the Atlantic Islands.
- 1964 – Förhållandet mellan fåglar och dinosaurier omprövas i det som blir känt som dinosaurie-renässansen.
- 1967 – Publicering av Radar Ornithology av Eric Eastwood
- 1967 – Edward O. Wilson och Robert H. MacArthur publicerar The Theory of Island Biogeography.
- 1967 – Birds of Prey en stor voljär öppnar på Zoo de La Flèche.
- 1968–1972 – Första nationella häckfågel atlas projektet genomfört i Storbritannien och Irland.
- 1969 – Robert T. Paine använder för första gången termen "nyckelart" ("keystone species").
- 1970 – Atlas of Breeding Birds of the West Midlands av Lord och Munns, baserad på fältarbete av medlemmar i West Midland Bird Club, publicerad av Collins, är först med att använda systematiska rutnätsbaserade metoder för insamling av information.
- 1970 – Derek Ratcliffe upptäcker förändringar i äggskal som kan tillskrivas bekämpningsmedel hos vissa brittiska fåglar, och publicerar en artikeln i Journal of Applied Ecology.
- 1971–1973 – Hans-Wilhelm Koepcke kombinerar många biologiska begrepp i Die Lebensformen: Grundlagen zu einer universell gültigen biologischen Theorie på engelska, Life Forms: The base for a allmängiltig biologisk teori. Fåglar och peruanska eller sydamerikanska fåglar är särskilt framträdande.
- 1972–75 – Grzimeks Animal Life Encyclopedia (1967–1972) är översatt till engelska.
- 1975 – Ramsarkonventionen, Konventionen om våtmarker av internationell betydelse, särskilt som vattenfågelhabitat, träder i kraft.
- 1975 – Elizabeth V. Kozlova publicerar Rare aves, Fåglarna i zonal stäpp och öknar i Centralasien.
- 1975 – Victor Hasselblad testar Hasselblad AB 2000-kameran på Nidingen, det enda stället i Sverige där måssläktet Rissa häckar.
- 1976 – Publicering av nationella fågelatlaser för Storbritannien och Irland, Frankrike och Danmark.
- 1977 – EURING Databank (EDB) etablerades som en central rapporter av europeiska registreringar och återfynd av ringmärkta fåglar.
- 1977 – Publicering av den första volymen av The Birds of the Western Palearctic.
- 1981 – Sibley och Ahlquist använder DNA-DNA-hybridisering för att bestämma genetisk likhet mellan arter, vilket leder till Sibley–Ahlquists taxonomy of birds.
- 1981 – Cyril A. Walker beskriver Enantiornithes, en ny underklass av fossila fåglar [Walker CA (1981) Ny underklass av fåglar från södra kritatiden Amerika. Nature 292:51–53.]
- 1984 – Publicering av The Atlas of Australian Birds.
- 1984 – Paraplyarter definieras.
- 1987 – Sociedad de Ornitología Neotropical (SON) (Neotropical Ornithological Society) grundas.
- 1990 – Upptäckten av den första giftiga fågeln, Svarthuvad pitohui av Jack Dumbacher.
- 1990 – Leo Surenovich Stepanyan publicerar Conspectus of the ornitological fauna of the USSR.
- 1991 – Första nya art som beskrivs utan skinn Laniarius liberatus i Somalia, beskrivs på basis av DNA-sekvens från en fjäder.
- 1991 – A color atlas of avian anatomy av John McLelland utforskar fåglarnas yttre egenskaper, skelett och kroppssystem.
- 1992 – Publiceringen av Handbook of Birds of the World-serien startar.
- 1992 – Avibase-databas startade av Bird Studies Canada. 2010 innehåller databasen 5 miljoner register över 10 000 arter (22 000 underarter) och har onlinechecklistor för världen, taxonomiska anteckningar och flerspråkiga synonymer. [4]
- 1993 – Fågelseende, hjärna och beteende hos fåglar av H Philip Zeigler och Hans-Joachim Bischof publiceras.
- 1994 – Jonathan Weiner publicerar The Beak of the Finch. A Story of Evolution in Our Time.
- 1995 – Hou Lianhai beskriver Confuciusornis, en ny underklass av fåglar, från ett fossil som hittats på Jinzhou-marknaden i Kina.
- 1997 – Användning av stabila väteisotopsignaturer i fjädrar för att identifiera fåglars ursprung.
- 1997 – The EBCC Atlas of European Breeding Birds publiceras.
- 1998 – Upptäckt av tarmminskning före migration hos storspovar.
- 1998 – Alison J. Stattersfield, Michael J. Crosby, Adrian J. Long och David C. Wege publicerar Endemic Bird Areas of the World: Priorities for Biodiversity Conservation.
- 1998 – The Life of Birds, en BBC naturdokumentär-serie skriven och presenterad av David Attenborough, sänds till miljontals tittare i Storbritannien.
- 1998 – Katala Foundation inleder det Filippin kakaduans bevarandeprogram.
- 1999 – Alan Feduccia publicerar Fåglarnas ursprung och evolution.

## 2000
- 2000 - Startar Sveriges lantbruksuniversitet Artportalen, en webbplats för observationer av Sveriges fåglar, andra djur och växter.
- 2002 – Peter Bennett och Ian Owens publicerar Evolutionary ecology of Birds: Life Histories, Mating systems, and Extinction
- 2003 – Michael D. Sorenson, Elen Oneal, Jaime García-Moreno och David P. Mindell diskuterar den gåtfulla hoatzin, utan att nå en slutsats. Diskussionen publiceras i en artikel med titeln "More Taxa, The Hoatzin Problem Is Still Unresolved."
- 2004 – Thomas J. Hopp och Mark J. upptäcker oviraptorosaurer i häckningsposition som liknar den hos moderna fåglar.
- 2004 – Förslag att identifiera fågelarter genom DNA-sekvens med en metod som kallas DNA-streckkodning.
- 2004 – Sandy Podulka, Ronald W. Rohrbaugh, Jr. och Rick Bonney redigerar andra upplagan av Handbook of Bird Biology.
- 2005 – Iakttagelser av elfenbensnäbben, som tidigare troddes utdöd.
- 2005 – Douglas Warrick och hans forskarkollegor publicerar Aerodynamics of the Hoering Hummingbird i Nature.
- 2005 – Pamela C. Rasmussen och John C. Anderton publicerar Birds of South Asia. Ripley-guiden
- 2011 – Longrich och Olson beskriver vingförändringar hos den utdöda jamaicaibisen, och spekulerar om att vingarna användes som vapen.